# Josephsplatz (München)
Der Josephsplatz im nördlichen Zentrum von München liegt im Übergangsbereich zwischen der Maxvorstadt und dem westlichen Schwabing.

## Geschichte
Der trapezförmige Platz entstand zeitgleich mit der Errichtung der Pfarrkirche St. Joseph, deren Fassade die östliche Seite des Platzes einnimmt. Dem Magistrat der Stadt München war daran gelegen, in der dicht bebauten Maxvorstadt den Vorplatz der Kirche von Bebauung freizuhalten. Die Stadtplaner lösten sich im Bereich des Josephsplatzes von dem starren System rechtwinkliger Straßen der südlichen Maxvorstadt und entschieden sich, die Straßenachsen zu verschwenken. Mit einer 1901 angelegten Grünfläche in der Mitte wurde der Platz, abseits der belebten Verkehrsachsen, neuer Mittelpunkt der nördlichen Maxvorstadt.
Bestimmendes Gebäude ist die Pfarrkirche St. Joseph. Architekt Hans Schurr schuf einen mächtigen Bau, der Ausdruck des kirchlichen Selbstbewusstseins in der Zeit nach dem Kulturkampf ist.
Die Platzseiten nördlich, westlich und südlich wurden, der Konzeption Theodor Fischers vom „malerischen Städtebau“ folgend, mit viergeschossigen, meist im neubarocken Stil errichteten Mietshäusern bebaut. Die originale Bebauung wurde bei den Luftangriffen während des Zweiten Weltkriegs weitgehend zerstört. Erhalten sind die Häuser Nummer 2 und Nummer 3.
Schwer getroffen wurde bei den Luftangriffen am 13. und 16. Juni 1944 auch die Josephskirche. Das vordere, zum Platz gelegene Kirchenschiff war nahezu zerstört, lediglich der Turm blieb ohne größere Schäden. Zwischen 1949 und 1952 wurde die Kirche wieder aufgebaut. Architekt Oswald Eduard Bieber ersetzte die Westfassade in vereinfachter Form. In der Übergangszeit wurde 1946 auf dem Josephsplatz eine hölzerne Notkirche errichtet, die 1953 in die Fasanerie-Nord transferiert wurde.
1961 wurde der im Krieg verstümmelte Jonasbrunnen als Franziskusbrunnen neu gestaltet. 1980 eröffnete der U-Bahnhof Josephsplatz.
Anfang des Jahres 2013 wurde am Josephsplatz mit dem Bau einer Tiefgarage mit 265 Stellplätzen für Anwohner begonnen. Dazu musste ein Teil der Bäume gefällt werden. Sowohl die Baumfällaktion als auch die Baumaßnahme insgesamt stieß zum Teil auf massive Ablehnung bei den Anwohnern. Es kam zu Protesten von Demonstranten und zu einer Baumbesetzung durch Aktivisten. Im Zuge der Bauarbeiten wurde auch ein Bunker aus dem Zweiten Weltkrieg unter dem Platz gefunden.